# Gitowcy
Gitowcy – subkultura młodzieżowa, istniejąca w latach 70. XX wieku w Polsce.
Grupy gitowców powstawały na osiedlach budowanych masowo w okresie PRL. Pochodzenie jest więc podobne do blokersów, ale gitowców odróżniała większa solidarność i silne przywiązanie do miejsca zamieszkania. Były to niewielkie grupy społeczne dzielące ludzi na tych, którzy są „git”, i „frajerów” (czyli resztę, niezrzeszoną).

## Wygląd i poglądy
„Frajerzy” to obcy ludzie, których należało wykorzystywać w każdy możliwy sposób. Gitowcy często byli tzw. bumelantami, czyli uchylali się od pracy, obowiązkowej w PRL dla wszystkich mężczyzn – nie wolno było być bezrobotnym dłużej niż przez 3 miesiące. Posługiwali się grypserą wywodzącą się z gwary przestępczej. Byli wrogo nastawieni do hipisów, a potem także do punków i innych podobnych subkultur. Występował wśród nich kult siły fizycznej i twardego charakteru. Gitowcy ubierali się często, choć nie zawsze, w ortalionowe kurtki, spodnie „w kant”, buty z czubem lub inne tego typu stroje. Szacunek wzbudzali gitowcy, którzy mieli złoty ząb lub nawet kilka. Często zdarzało się, że mieli tatuaż z kotwicą lub syreną.

## Gitowcy w filmie
Subkultura gitowców została ukazana w filmie Mieczysława Waśkowskiego Nie zaznasz spokoju.